# ユメ/Bark at the night
「ユメ/Bark at the night」（ユメ/バーク・アット・ザ・ナイト）は、1997年12月25日にリリースされた天方直実の7枚目のシングルである。

## 解説
- 久保こーじのプロデュースで、天方にとって初の両A面シングルとなる。
- ダブルタイアップであり、「ユメ」はテレビ東京系『ASAYAN』、「Bark at the night」はTBS系『ワンダフル』の各エンディングテーマとして採用された[1]。

## 収録曲
1. ユメ
  - 作詞：前田たかひろ、作曲・編曲：久保こーじ
2. ユメ（TV.MIX）
3. Bark at the night
  - 作詞：天方直実、作曲・編曲：久保こーじ
4. Bark at the night（TV.MIX）